# Бромид гафния(IV)
Бромид гафния(IV) — бинарное неорганическое соединение, соль металла гафния и бромистоводородной кислоты с формулой HfBr4, бесцветные кристаллы, растворимые в воде.

## Получение
- Действие паров брома на смесь оксида гафния(IV) с углём:

{\displaystyle {\mathsf {HfO_{2}+2C+2Br_{2}\ {\xrightarrow {500^{o}C}}\ HfBr_{4}+2CO}}}

## Физические свойства
Бромид гафния(IV) образует бесцветные кристаллы, растворимые в воде.

## Химические свойства
- Восстановливается водородом или алюминием до бромида гафния(III):

{\displaystyle {\mathsf {2HfBr_{4}+H_{2}\ {\xrightarrow {T}}\ HfBr_{3}+2HBr}}}
{\displaystyle {\mathsf {3HfBr_{4}+Al\ {\xrightarrow {T}}\ HfBr_{3}+AlBr_{3}}}}